# Wringin Jenggot
Wringin Jenggot is een bestuurslaag in het regentschap Tegal van de provincie Midden-Java, Indonesië. Wringin Jenggot telt 2251 inwoners (volkstelling 2010).